# Unió Nacional Africana del Sudan
La Unió Nacional Africana del Sudan (UNAS) o Sudan African National Union (SANU) és un partit polític ara del Sudan del Sud i abans del Sudan, creat el 1963 per William Deng Nhial i altres exiliats sudanesos a Uganda. El 1967 i 1967 va participar en les eleccions generals sudaneses reclamant autonomia pel Sudan del Sud dins un estat federal. la branca a l'exili donava suport a la plena independència. Un partit amb aquest nom es va presentar a les eleccions legislatives del Sudan del Sud el 2008.

## Orígens
Poc després que l'exèrcit sota el general Ibrahim Abbud va prendre el poder el 1958, William Deng va haver de fugir a l'exili, com altres polítics del sud incloent-hi Saturnino Ohure, Joseph Oduho i Alexis Bakumba. Saturnino Ohure i Joseph Oduho van anar a Uganda i d'allí a Kinshasa, al llavors Zaire, on més tard se'ls va unir William Deng; alli van fundar (1962) la Sudan African Closed Districts National Union (SACDNU) o Unió Nacional dels Districtes Tancats Africans del Sudan (UNDTAS). El 1963 van retornar a Kampala on el moviment va agafar el nom de Sudan African National Union (SANU). Josep Oduho fou el primer president. El nom fou escolli per mostrar solidaritat amb altres moviments d'alliberament o nacionalistes del mateix període.

## Partit a l'exili
A Kampala, la SANU fou la veu de 60.000 refugiats que havien fugit cap al Zaire i Uganda, però no va poder establir la seva presència política dins al Sudan. El tinent Joseph Lagu que havia desertat de l'exèrcit sudanès a petició d'Oduho, i havia iniciat el reagrupament dels grups guerrillers a Equatòria (1963) va formar el primer Anya-Anya (després conegut com a Anya-Anya I) del nom d'una serp, un nom local que fou preferit a "Combatents de la Llibertat Panafricans de Sudan" que proposava Saturnino. Per la seva banda els grups guerrillers que va poder reunir Deng a la regió de Bahr al-Ghazal van restar inactius fins que van estar preparats i el gener de 1964 van atacar Wau manat pel seu cap Bernardino Mou, que fou capturat en l'acció que va suposar un bon proveïment d'armes i una dotzena de baixes enemigues. El 14 d'octubre de 1964 la convenció de la SANU a Kampala va escollir com a president a Aggrey Jaden i vicepresident a Phillip Pedak Leith. Jaden va nomenar a Ladu coronel i el va fer cap de l'Any-Anya mentre Oduho (que havia perdut per un vot) va formar la seva pròpia facció (1965), el Front d'Alliberament d'Azània. L'Anya-Anya fou de fet força independent dels polítics de Kampala.

## Intent de democràcia
El febrer de 1965 William Deng Nhial va trencar amb el SANU de Kampala i va tornar al Sudan, provocant una nova escissió entre la SANU-Inside (Interior) i la SANU-Outside (Exterior. Deng va liderar la SANU-Inside (a l'Interior del Sudan) i Aggrey Jaden l'Exterior. Ladu va restar nominalment lleial a aquesta darrera. No obstant Deng va cridar a la dissolució dels moviments armats ara que podien operar a l'interior del Sudan on s'havia restablert la democràcia, i va insistir a competir a les eleccions. Stanislaus Paysama, el cap del Partit Liberal Sudista, li va aconsellar no formar un partit nou, sinó reactivar el Partit Lliberal Sudista, que encara tenia força suport popular, i presentar-se junts per aconseguir la màxima representació unitària. Al mateix temps es fundava un partit anomenat Front del Sud a Khartum, constituït per un grups de funcionaris civils, estudiants i professionals (pel que a vegades fou anomenat Front Professional del Sud) que si es presentava podia encara fraccionar més el vot. L'11 d'abril de 1965 el SANU fou registrat com a partit polític i al primer meeting hi van assistir 2000 persones.
William Deng Nhial no va escolar al cap liberal i es va presentar, igual que va fer Stanislaus Paysama. Aquestes eleccions no es van celebrar al sud en la data prevista de 21 d'abril de 1967 sinó que foren ajornades a causa del conflicte i es van fer finalment el març de 1967. La SANU va treure 10 escons i els liberals només un. Els 11 diputats van reclamar l'autonomia dins un estat federal. Les següents eleccions foren el 1968 i el SANU va guanyar 15 escons mentre el Fron del Sud n'obtenia 10 (el Partit Liberal Sudista ja no es va presentar). Deng fou escollit però fou assassinat al mateix moment que s'anunciava el resultat.

## Anys posteriors
Els líders de la SANU-Exterior a Uganda o a Kenya no van acceptar el pas de Deng; Oduho com s'ha dit, va formar la seva pròpia facció i llavors Jaden va canviar de nom la SANU-exterior com a Front d'Alliberament Africà del Sudan. El juny les dues faccions van acordar aliar-se i a final del 1965 es va restablir la unitat sota el nom de Front d'Alliberament d'Azània amb Oduho de president (per ser més conegut a l'exterior) i Aggrey Jaden de vicepresident. Es va decidir traslladar-se a l'interior i organitzar una branca política i el 1967 es va crear el Govern Nacional Provisional del Sud del Sudan (15 d'agost de 1967). El govern va estar presidit per Aggrey Jaden, de l'ètnia bari. El parlamentari Saturnino Lohure va participar en la fundació (va dissenyar la bandera nacional) però aviat va anar a la guerrilla fins que al cap de poc, el mateix 1967, fou mort per les forces ugandeses quan creuava la frontera. Oduhu va agafar el comandament (però sobre el terreny el principal comandant era Emilio Tafeng o Emidio Taffeng) i Jaden va restar al front del govern fins a final de 1968 quan va abandonar el moviment acusant-lo d'estar dominat per una camarilla dinka i es va instal·lar a Nairobi. El va substituir Camilio Dhol, un dinka que va convocar una convenció a Bulgo-Bingi (a la frontera de Sudan amb el Zaire) pel març de 1969.
El març de 1969 la convenció de Bulgo-Bindi va reanomenar al govern provisional com Govern Nacional Provisional del Nil i va proclamar l'Estat del Nil, i va agafar la direcció de l'estat i govern Gordon Mourtat Mayen, un dinka. Tafeng i Mourtat Mayen es van enfrontar i el general va crear el govern revolucionari d'Anyidi com a rival. Van sorgir dos governs paral·lels, un que responia a interessos tribals dels azande (el Govern Revolucionari del Riu Sue) i un altre de l'antic cap del Partit Federal Sudista, el Govern del Sudan Azània a l'Àfrica Oriental.
Les negociacions dels grups amb el nou govern del Sudan de Gaafar al-Nimeiry van començar el mateix 1969. Després dels acords d'Addis Abeba de 1972, Jaden va refusar un lloc com a ministre del gabinet regional i va restar a l'exili a Nairobi. Va haver de retornar el 1977 en ser negat el seu permís de residència a Nairobi, i va passar uns mesos a Khartum fins que va poder anar a Juba; se'l va contactar per entrar al govern, però va refusar i es va retirar a la vida privada fins a la seva mort el 2005.
El front d'Alliberament d'Azània va existir fins al 1972 (l'Estat del Nil fou dissolt en iniciar-se negociacions el 1970). Oduho ja havia trencat amb el grup el 1971 per desacords amb el coronel Joseph Lagu, el comandant guerriller, que volia supeditar el moviment polític a l'ala militar. Oduho estava compromès en la unió del Sudan del Sud, mentre que Lagu volia retirar-se a una regió d'"Equatoria" més limitada.
La SANU-Interior va quedar dissolta com els altres partits en el cop d'estat del 25 de maig de 1969 de Gaafar al-Numeiry. Després dels acords d'Addis Abeba de 1972 ja no torna a aparèixer al període 1985-1989. Deng fou el pare de Nhial Deng Nhial, ministre sudsudanès d'afers de l'EPAS (equivalent a ministre de Defensa).
Quan els partits foren autoritzats altre cop el 2006 es va refundar sota la direcció de Toby Maduot. El Partit va obtenir quatre escons a les eleccions a l'Assemblea Legislativa del 2008.